# Tracy-Ann Oberman

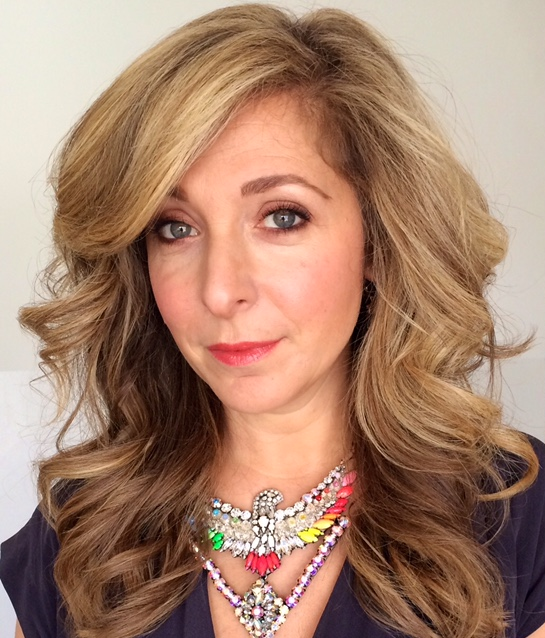
Tracy-Ann Oberman (2015)

Tracy-Ann Oberman MBE (* 25. August 1966 in London) ist eine britische Schauspielerin und Dramatikerin. In Großbritannien ist sie am bekanntesten für ihre Fernsehrolle Chrissie Watts in EastEnders. Im Radio trat sie als Sprecherin in über 600 Hörspielen auf. Als Dramenautorin schrieb sie eigene Radiohörspiele und entwickelte jüdische Varianten der Theaterstücke Drei Schwestern und Der Kaufmann von Venedig.

## Persönliches
Obermans 1890 geborene Urgroßmutter Annie stammte aus einem kleinen belarussischen Dorf im Ansiedlungsrayon für die jüdische Bevölkerung des russischen Kaiserreichs, aus dem sie 1905 mit 14 Jahren vor Pogromen fliehen musste und von ihren Eltern nach England geschickt wurde. Sie kam mit einem Schiff nach Liverpool, auf dem sie ihren späteren Mann traf, zu ihrer Cousine Yetta, in deren Fabrik sie arbeitete und schlief. Annie und ihre Kinder, darunter Obermans Großmutter Faye, nahmen 1936 an der Schlacht in der Cable Street teil. Die Familie führte ein Kleidungsgeschäft, das von Fayes Schwester Machine Gun Molly geleitet wurde. Oberman, die mit ihrer jüdischen Familie in Stanmore, London aufwuchs, besuchte mit vier Jahren die Gedenkstätte Yad Vashem in Israel für Holocaustopfer. In dem Holocaust wurde eine unbekannte Anzahl, nach ihrer Einschätzung um 30 Personen, ihrer Familie ermordet. In ihrer Schulklasse war sie das einzige jüdische Mädchen.
Obermans Vater war Anwalt, ihre Mutter arbeitete bei Wohltätigkeitsorganisationen. Nachdem ihr Vater ihr den Kinofilm The Amazing Mr. Blunden (deutsch: Die Wunder des Herrn B.) gezeigt hatte, wollte sie Schauspielerin werden. Wegen Bedenken beider Eltern vor einer Schauspielkarriere studierte sie jedoch zuerst Klassische Altertumswissenschaft an der University of Leeds, wechselte aber an die University of Manchester für Schauspiel. In ihrem ersten Jahr trat sie in dem Stück The Merchant von Arnold Wesker auf, der ihr daraufhin riet, die Schauspielerei professionell zu verfolgen. Ihre Ausbildung an der Central School of Speech and Drama bezahlte sie mit ersten Voice-over-Rollen. Ein Semester verbrachte sie an der Moscow Art Theatre School. Nach mehreren antisemitischen Diskriminierungserfahrungen in der Ausbildung, etwa dass sie ihren Nachnamen ändern solle, hielt sie ihre jüdische Herkunft einige Jahre geheim. Die Sketchshow Goodness Gracious Me mit Briten südasiatischer Herkunft aus den späten 1990ern habe sie inspiriert, offen zu ihrer Herkunft und religiösen Identität zu stehen.
Ihr Vater starb an einem plötzlichen Herzanfall in ihren Armen. 2004 heiratete Oberman den Musikproduzenten Rob Cowan. Sie waren für ihre Flitterwochen in Thailand, als sich das Erdbeben im Indischen Ozean 2004 ereignete und durch Tsunamis Teile des Landes zerstört wurden. Sie leben in London und haben eine Tochter, die nach der Urgroßmutter benannt ist.
Oberman war Mitglied der Labour Party, die sie 2016 wegen antisemitischer Äußerungen von Ken Livingstone verließ, woraufhin sie mit Rachel Riley gegen den Umgang der Partei unter Jeremy Corbyn mit Antisemitismus schrieb.

## Karriere
Nach ihrer Ausbildung schloss Oberman sich der Royal Shakespeare Company für vier Jahre an, bevor sie zum Royal National Theatre kam, wo sie etwa mit Kenneth Branagh arbeitete. In Edmond, inszeniert von Nicholas Hytner in seiner ersten Saison, spielte sie die Ehefrau. Nachdem sie wegen des Ausfalls einer anderen Schauspielerin in einem Radiohörspiel von Bernard Kops eingesetzt worden war, erhielt sie einen Vertrag beim BBC Radio, wo sie 1997 mit Comedy- und Sketchshows begann. Seitdem trat sie in über 600 Hörspielen auf. Auch im Fernsehen folgten nach ihrer ersten Sitcom-Rolle 1997 in Loved By You Sketchshows wie Comedy Nation, Lenny Henry in Pieces und Big Train.
Im April 2004 stieß Oberman für 18 Monate zu der Seifenoper EastEnders als Chrissie Watts, die zweite Ehefrau des Bösewichts Dirty Den, den sie in der Folge zum 20-jährigen Serienjubiläum tötete; rund 18 Millionen Zuschauer sahen diese. Nach ihrer Aussage beeindruckte die Rolle die Zuschauer stark, weil sie nicht entscheiden konnten, ob Watts eine Böse oder selbst ein Opfer war. Sie selbst bezeichnete die Rolle als „die Bette Davis von Walford“; Amy Raphael vom Daily Telegraph schrieb, Oberman habe mit Leichtigkeit den Rest der Besetzung an die Wand gespielt mit ihrem dreidimensionalen Porträt einer klassischen Seifenoper-Bitch und sei die beliebteste Mörderin der Nation gewesen. Als bekannt wurde, dass sie aussteigen werde, schickte Russell T Davies ihr Drehbücher zu zwei Episoden von Doctor Who, in denen sie 2006 neben David Tennant spielte. Sie verließ EastEnders wegen ihrer Schwangerschaft. Nach der Geburt der Tochter 2006 kehrte sie 2007 in der Farce Boeing-Boeing auf die Bühne zurück.
Nachdem Oberman in der Schauspielschule Tschechows Drei Schwestern gelesen und in Moskau über Tschechow studiert hatte, wollte sie eine Neuinterpretation des Stückes mit den Schwestern als Jüdinnen entwickeln. Nach 15 Jahren griff sie diese Idee 2006 in einer Kollaboration mit Diane Samuels wieder auf. Samuels schlug vor, das Stück ins Liverpool nach dem Zweiten Weltkrieg zu versetzen. Three Sisters on Hope Street erschien 2008. Von 2009 bis 2017 schrieb Oberman Kolumnen für den Jewish Chronicle. Auch verfasste sie mehrere Radiohörspiele über das Goldene Hollywood, als erstes Bette and Joan and Baby Jane, in dem sie selbst Joan Crawford spielte neben Catherine Tate als Bette Davis. Es erschien 2010. Dem folgten Hörspiele über Rock Hudson und Doris Day sowie über die Produktionen der Filme Rat mal, wer zum Essen kommt und Die Reifeprüfung.
Nach dem Stück Earthquake in London von Mike Bartlett kam sie 2011 zu der Sitcom Toast of London und 2012 zu der Sitcom Friday Night Dinner über eine jüdische Familie, in der sie aber die einzige jüdische Schauspielerin war. Beide Serien liefen bis 2020.
2016 trat Oberman in Stepping Out auf, ohne Stepptanz zu beherrschen, was sie aber für das Stück in vier Wochen lernte. 2017 nahm sie, obwohl sie keine Sängerin ist und nie auf der Bühne gesungen hatte, ihre erste Musicalrolle an: Golde in Anatevka, das 1905 im Ansiedlungsrayon spielt. Die Rolle sei ein Tribut an ihre Urgroßmutter gewesen, die das Musical als Dokumentation bezeichnet habe. Um 2020 spielte sie im Fernsehen beispielsweise in Ricky Gervais’ After Life, in der Polizeiserie Code 404 und Russel T Davies’ It’s a Sin neben Olly Alexander.
2023 verkörperte Oberman in einer von ihr mit Brigid Larmour entwickelten Variante des Kaufmanns von Venedig einen weiblichen Shylock als alleinerziehende Mutter einer Tochter. Die Variante, The Merchant of Venice 1936 genannt, versetzt die Handlung in die Schlacht in der Cable Street. Die Produktion begann im Watford Palace Theatre und ging auf nationale Tour; 2024 wurde sie ab Februar im Criterion Theatre im West End aufgeführt und im Dezember 2024/Januar 2025 im Trafalgar Theatre, bevor es auf zweite nationale Tour ging. Marianka Swain von London Theatre rezensierte, Oberman habe eine Menge neues Publikum an Shakespeare herangeführt und ein problematisches Stück zugänglich und dringlich gemacht. „Sie lässt uns unserer eigenen Geschichte entgegentreten – und ersucht uns, sie nicht zu wiederholen.“
Im Juli 2024 wurde Obermans Rückkehr zu EastEnders in die Rolle der Chrissie Watts 19 Jahre nach ihrem Ausstieg angekündigt. Zu sehen war sie für eine Woche im September 2024.
Im Juni 2025 wurde sie von König Charles III. zum Member of the Order of the British Empire erhoben für ihre Dienste zu Holocaustaufklärung und Antisemitismusbekämpfung.

## Theatrografie
- 1993: Tamburlaine (Royal Shakespeare Company)
- 1993: The Changeling (RSC)
- 1993: A Jovial Crew (RSC)
- 1993: The Beggar’s Opera (RSC)
- 1993–1994: Macbeth (RSC)
- 1994: A Christmas Carol (RSC)
- 1995: Love for Love (New End Theatre)
- 1998: Beute (Vaudeville Theatre)
- 1999: Waiting for Lefty (National Theatre)
- 2001: School Play (Soho Theatre)
- 2003: Edmond (National Theatre)
- 2003: Hello and Goodbye (Southwark Playhouse)
- 2007: The Oak Tree (Soho Theatre)
- 2007–2008: Boeing-Boeing (West End Theatre)
- 2008: On the Rocks (Hampstead Theatre)
- 2011: Absurd Person Singular (Curve Theatre)
- 2011: Earthquakes in London (Nationaltour)
- 2012: Old Money (Hampstead Theatre)
- 2015: McQueen (St. James Theatre)
- 2017: Anatevka (Chichester Festival Theatre)
- 2018: Present Laughter (Chichester Festival Theatre)
- 2018: Pack of Lies (Menier Chocolate Factory)
- 2022: The Windsors: Endgame (Prince of Wales Theatre)
- 2022: Noises Off (Nationaltour)
- 2023–2025: The Merchant of Venice 1936 (Watford Palace Theatre, Nationaltour, West End)

## Filmografie
- 1997: Loved By You (Fernsehserie, 2 Episoden)
- 1997–1998: Casualty (Fernsehserie, 3 Episoden)
- 1998: Comedy Nation (Sketchcomedy)
- 1998: Kiss Me Kate (Sitcom, 1 Episode)
- 1998: In the Red (Miniserie, 1 Episode)
- 1999: Entführung ins Elfenreich (Faeries, Animationsfilm, Synchronisation)
- 2000: The Strangerers (Fernsehserie, 1 Episode)
- 2000: The Way It Is (Fernsehfilm)
- 2000: Rhona (Fernsehserie, 1 Episode)
- 2000: The Bill (Fernsehserie, 2 Episoden)
- 2000–2001: Bob Martin (Fernsehserie, 10 Episoden)
- 2000–2003: Lenny Henry in Pieces (Sketchcomedy)
- 2001: Starhunter (Fernsehserie, 1 Episode)
- 2001: Happiness (Fernsehserie, 1 Episode)
- 2001: Slightly Filth Show (Sketchcomedy, 4 Episoden)
- 2001: A Small Summer Party (Fernsehfilm)
- 2001: Cow (Fernsehfilm, Erzählerin)
- 2002: Big Train (Sketchcomedy, 6 Episoden)
- 2002: 15 Storys High (Fernsehserie, 1 Episode)
- 2003: Where the Heart Is (Fernsehserie, 1 Episode)
- 2003: Supertex – Eine Stunde im Paradies (SuperTex, Film)
- 2003: The Harringham Harker (Fernsehfilm)
- 2004: The Last Detective (Fernsehserie, 1 Episode)
- 2004: Murder in Suburbia (Fernsehserie, 1 Episode)
- 2004, 2009: Doctors (Fernsehserie, 2 Episoden)
- 2004–2005, 2024: EastEnders (Seifenoper, 227 Episoden)
- 2005: Bromwell High (Animationsserie, Synchronstimme, 17 Episoden)
- 2006: Doctor Who (Fernsehserie, 2 Episoden)
- 2006: Sorted (Fernsehserie, 6 Episoden)
- 2007–2008: Chop Socky Chooks (Animationsserie, Synchronstimme, 17 Episoden)
- 2008: Summerhill (Fernsehfilm)
- 2009: Mistresses – Aus Lust und Leidenschaft (Mistresses Fernsehserie, 1 Episode)
- 2009: Robin Hood (Fernsehserie, 1 Episode)
- 2010: Tracy Beaker kehrt zurück (Tracy Beaker Returns, Fernsehserie, 1 Episode)
- 2010: Alles koscher! (The Infidel, Kinofilm)
- 2010–2011: M.I. High (Fernsehserie, 2 Episoden)
- 2011: Sadie J (Fernsehserie, 1 Episode)
- 2011–2020: Friday Night Dinner (Sitcom, 14 Episoden)
- 2011: Waterloo Road (Fernsehserie, 1 Episode)
- 2011: Das Geheimnis der Geister von Craggyford (The Great Ghost Rescue, Film)
- 2012: The Best of Men (Fernsehfilm)
- 2012: Dr. Monroe (Fernsehserie, 6 Episoden)
- 2012–2020: Toast of London (Sitcom, 10 Episoden)
- 2013: Pramface (Sitcom, 1 Episode)
- 2013: Drecksau (Filth, Kinofilm)
- 2014: Father Brown (Fernsehserie, 1 Episode)
- 2014: Siblings (Fernsehserie, 1 Episode)
- 2014: Hectors Reise oder die Suche nach dem Glück (Hector and the Search for Happiness, Kinofilm)
- 2014: Casanova Variations (Kinofilm)
- 2014: Mumins an der Riviera (Muumit Rivieralla, Animationsfilme, Synchronisation)
- 2014: Give Out Girls (Sitcom, 4 Episoden)
- 2014: Crims (Fernsehserie, 2 Episoden)
- 2014–2015: New Tricks – Die Krimispezialisten (New Tricks, Fernsehserie, 9 Episoden)
- 2015: SunTrap (Fernsehserie, 1 Episode)
- 2015: Brotherhood (Sitcom, 1 Episode)
- 2016: Hoff the Record (Fernsehserie, 1 Episode)
- 2016–2018: Tracey Ullman’s Show (Sketchshow, 7 Episoden)
- 2016–2020: Thomas, die kleine Lokomotive (Thomas & Friends, Animationsserie, Synchronisation, 11 Episoden)
- 2016–2021: Escape to the Chateau (Fernsehserie, Erzählerin, 42 Folgen)
- 2017: Tracey Breaks the News (Sketchshow, 3 Episoden)
- 2019: Plebs (Fernsehserie, 1 Episode)
- 2019–2022: After Life (Fernsehserie, 5 Episoden)
- 2020: Grantchester (Fernsehserie, 1 Episode)
- 2020: Dun Breedin (Miniserie, 9 Episoden)
- 2020–2022: Code 404 (Fernsehserie, 11 Episoden)
- 2021: It’s a Sin (Miniserie, 3 Episoden)
- 2021: Ridley Road (Miniserie, 4 Episoden)
- 2021: Sandylands (Fernsehserie, 3 Episoden)
- 2022: Toast of Tinseltown (Fernsehserie, 1 Episode)
- 2022: Shakespeare & Hathaway – Private Investigators (Fernsehserie, 1 Episode)
- 2022: The Walk-In (Fernsehserie, 1 Episode)
- 2023: The Witcher (Fernsehserie, 2 Episoden)
- 2025: Sandman (The Sandman, Fernsehserie, 1 Episode)

## Werk
- Diane Samuels und Tracy-Ann Oberman, nach Anton Tschechow: Three Sisters on Hope Street, Nick Hern Books, 2008, ISBN 978-1-85459-576-8